# 矢神久美
矢神久美（1994年6月13日—）是日本女藝人，愛知縣出身。2008年出道時為女子偶像團體SKE48 Team S成員，2013年自SKE48畢業後離開演藝圈；至2015年起改以愛知縣為活動據點的在地藝人身分，有限度的從事演藝活動。

## 來歷
2008年
- 7月31日 - SKE48一期生選拔合格（参加者2,670人、最终合格22人）。
- 10月5日 - 在SKE48 1st Stage「PARTYが始まるよ」中以16名選拔成員之一的身份公演出道。

2009年
- 3月 - 選拔成員16名组成TeamS，成为Team S的成員。
- 8月5日 - SKE48 1st單曲「強き者よ」發售。Team S全員參與。
- 12月25日 - Keroro軍曹劇場版之應援團「Keroro Girls」的成員之一。

2010年年
- 2月 - 以偶像劇『馬路須加學園』演員身份出道。
- 3月24日 - SKE48 2nd單曲「青空片想い」發售，並成為選拔成員。往後SKE48所有的單曲均有入選。
- 5月26日 - 首次選拔為AKB48 16th「ポニーテールとシュシュ」之Under Girls成員，參與AKB48的歌曲「盗まれた唇」。
- 5月-6月 - 在『AKB48第17張單曲選拔總選舉』獲得了第38名，入選Under Girl。

2011年年
- 12月13日 - 在AKB0048的公開聲優選拔中合格，成為主人公東雲楚方的配音。

2012年年
- 6月6日 - 在『AKB48第27張單曲選拔總選舉』獲得了第28名，入選Under Girl。
- 4月26日 - AKB0048聲優選拔組成9人組合「NO NAME」發表。同時演唱了主題曲「希望について」と「夢は何度も生まれ変わる」。
- 11月1日 - 於個人的Google+宣布即將要畢業之消息。[1]

2013年
- 1月15日 - 在Team KII的公演中與其餘8人宣布畢業的消息，同年3月發表最終公演日及最終活動日。
- 4月18日 - 在SKE48劇場舉行畢業公演。
- 5月6日 - 在SKE48最終活動日SKE48 11th單曲｢巧克力的奴隶｣(劇場盤)個別握手會。

2015年
- 2月27日 - 紀錄片電影「偶像的眼淚 DOCUMENTARY of SKE48」 中以訪問的形式出演[2]。
- 7月1日  - 在愛知縣設樂於YouTube上發表宣傳影片中出演[3]。
- 9月15日 - 參與由前SKE48成員桑原瑞希發起的活動「もう一度だけ会いたい。幻の再開プロジェクト」[4]，宣布期間限定復出藝能活動[5]。
- 10月29日 - 名古屋的藝能事務所“miraikuru”，地方的公關大使身份，正在宣布復出演藝活動[6]。

## 人物
個人
- 自我介紹的口號是「娘哈~快樂的久美，閃亮的久美，相信明天也快樂的久美，我是SKE48 16歲、被稱為くーみん的矢神久美。」代替以前用的「昨天的精神等於今天的精神，今天的精神是對明天的精神很重要的。SKE48的維生素少女，我是被稱為くーみん的矢神久美。」
- 與同属SKE48成员的松下唯、松井玲奈、平松可奈子、松井珠理奈一起参与SKE48二次元同好会的活动。（会长为松下唯）
- 矢神的媽媽在她小學一年級的時候，不知道矢神想學習什麼，因此芭蕾舞、藝術體操、Hip Hop舞都全部幫她報名學習。
- 舞蹈能力相當高，是SKE48所有單曲都入選的三個選拔成員之一（松井珠理奈、松井玲奈、矢神久美）。
- 喜歡的動畫有：K-ON、涼宮春日的憂鬱、吸血鬼騎士、死神、航海王、銀魂、虎與龍、幸運星。[7]
- 對杉木有花粉症過敏。

笨蛋屬性
- 被稱為SKE48的「元祖笨蛋」。與木崎ゆりあ合稱「笨蛋二人組」。
- 曾與木崎ゆりあ參與週刊AKB的企劃「沒有仁義的低學力大戰 第1回 週刊AKB 最強笨蛋決定戰」。
- 在2009年9月18日播放的綜藝節目「周刊AKB」中的環節周刊AKB期中考試的節目裡，矢神以（65分/300分）的成績成為當日出演節目的成員中成績最差的一位。在第2次的考試中，僅以15分之差超過河西智美不用成為最後一名（河西當時社會科的成績是5分，矢神為30分。），其後，在2009年10月9日播放的「周刊AKB」，期中考試最差的3名（矢神，小野惠令奈，河西）以及是自願重考的篠田麻里子進行重考。而矢神的指導老師分別是期中考試第一名的中西優香以及第二名松井玲奈，經過苦讀後，終於在重考之中拿到（72分/100分）的成績成為重考中成績最好的一位，而當時最差的就是河西（34分/100分）。在之後，2010年2月12日播放的「周刊AKB」之期末考試中，矢神以（45分/300分）的成績排第16位，而當時的出演成員有18人，不用當最後一名。（不過她似乎很高興不用當最後一名。）

與成員關係
- 首推成員是木崎ゆりあ，次推是木本花音。並在《AKB 1/149 戀愛總選舉》提過HKT48的村重杏奈和NMB48的渡邊美優紀分別是她三推及四推的成員。
- 在AKB48的成員中跟藤江れいな、仲川遥香是常聊天的好朋友。歌唱想跟増田有華一樣好、舞蹈以秋元才加為目標在努力。

## 參加歌曲

### 單曲選拔
SKE48名義
- 強き者よ
- 青空片想い
- ごめんね、SUMMER
- 1!2!3!4! ヨロシク!
  - 青春は恥ずかしい - 「紅組」名義
  - そばにいさせて - SKE全員（松下唯以外）
- バンザイVenus
- パレオはエメラルド
  - 花火は終わらない - 「セレクション8」名義
- オキドキ
  - 歌おうよ、僕たちの校歌 - 「セレクション8」名義
- 片想いFinally
  - 寡黙な月 - 「セレクション8」名義
- I love you 我愛你!
- 即使接吻也是左撇子
  - 神々の領域 - SKE48一期生（平田璃香子以外）
- 巧克力的奴隶
  - Darkness - 「セブンダンサーズ」名義
  - それを青春と呼ぶ日 - 「旅立ち卒業組」名義（2013年春天畢業的9人所演唱。）
- 花火は終わらない - 個人名義（不會忘記這天的鐘聲）
- 「美しい稲妻」收錄
  - バンドをやろうよ - マジカルバンド名義

AKB48名義
- 盗まれた唇 - under名義
- 涙のシーソーゲーム - under名義
- 僕だけのvalue - under名義
- 偶然の十字路 - under名義
- 人の力 - under名義

### 参加组合曲
1st Stage 公演
1. クラスメイト
2. スカート、ひらり

2nd Stage 公演
1. ウィンブルドンへ連れて行って（1st UNIT）
2. Glory days（2nd UNIT）

3rd Stage 公演
1. 狼とプライド（1st UNIT）
2. 女の子の第六感（2nd UNIT）

## 演出

### 電視劇
- 馬路須加学園（2010年2月12日-、テレビ東京） - ダンス 役
- 妄想刑事!（2011年1月12日 - 3月30日 、東海テレビ） - 桑原久美 役
- 馬路須加学園2（2011年4月15日 - 7月1日、テレビ東京） - ダンス 役
- SKE48的魔法廣播（2011年10月11日 - 12月27日、日本テレビ）
- SKE48的魔法廣播2（2012年4月3日 - 6月26日、日本テレビ）
- 馬路須加學園3（2012年7月13日 - 10月5日、テレビ東京） - 小耳 役
- SKE48的魔法廣播3（2013年1月20日 - 4月7日、日本テレビ）

### 綜藝節目
- AKBINGO!（2008年12月17日 - 不定期、日本テレビ）
- 週刊AKB（2009年7月24日 - 不定期、テレビ東京）
- リサッチ（2008年11月21日 - 2009年3月26日、東海テレビ）
- SKE48学園（2009年10月3日 - 、エンタ!371）
- AKB48 ネ申テレビ スペシャル2009（2009年12月28日、ファミリー劇場）
- SKE48が超劇場版ケロロ軍曹の声優に挑戦であります!!（2010年2月19日、エンタ!371）
- 知って解決!SKEっとネット（2010年4月5日、NHK名古屋）
- でらSKE〜夜明け前の国盗り48番勝負（2010年4月5日、TBS）
- スター姫さがし太郎（2010年9月25日 - 不定期、テレビ東京）
- SKE48のアイドル×アイドル（2010年12月6日・13日、中京テレビ）
- SKE48の世界征服女子（2011年10月3日 - 2012年9月19日・不定期、中京テレビ）
- SKE48の世界征服女子 season2（2013年4月2日、中京テレビ）

### 演唱会
- ライブDVDは出るだろうけど、やっぱり生に限るぜ! AKB48夏祭り（2008年8月23日、日比谷野外大音楽堂）
- AKB48 まさか、このコンサートの音源は流出しないよね?（2008年11月23日、NHKホール）
- 「神公演予定」* 諸般の事情により、神公演にならない場合もありますので、ご了承ください。（2009年4月25日、NHKホール）
- SKE48 劇場外コンサート「初めての課外授業」（2009年5月24日、ボトムライン）
- SKE48結成1周年記念公演「天下を取るぜ!!」（2009年7月30日、名古屋クラブダイヤモンドホール）

### 電視動畫
主要角色以粗體字来顯示。
- AKB0048（2012年4月29日 - 7月22日） - 饰演 東雲楚方
- AKB0048 Next Stage（2013年1月5日 - ）  - 饰演 東雲楚方

### 活動
- AKB0048 NO NAME FIRST KILALIVE（2013年2月17日）[8]

## 書籍

### 雜誌
- UP to boy Vol.192（2009年6月23日發售、ワニブックス）
- ヤンヤン Vol.7（2009年7月25日發售、アニカン）
- 週刊プレイボーイ 2009年8月17日号（2009年8月3日發售、集英社）
- B.L.T.U-17 Vol.11 Sizzleful Girl 2009 Summer（2009年8月5日發售、東京ニュース通信社）

## 外部連結
- 矢神久美的X（前Twitter）
- SKE48官方网站基本资料 （页面存档备份，存于）
- 矢神久美官方博客「9点3分☆干劲满满的时间开始了哟!!」 （页面存档备份，存于）
- 矢神久美 OFFICIAL FAN SITE
- 地域アンバサダー/中部エコ大使　矢神久美　Kumi Yagami （页面存档备份，存于） - みらいくーる・プロフィールページ
- 矢神久美オフィシャルブログ （页面存档备份，存于）（2015年10月29日 - ）
- 矢神 久美的X（前Twitter）（2015年10月29日 - ）
- 矢神 久美的Instagram帳戶（2015年10月29日 - ）